# Бутанская федерация по стрельбе из лука

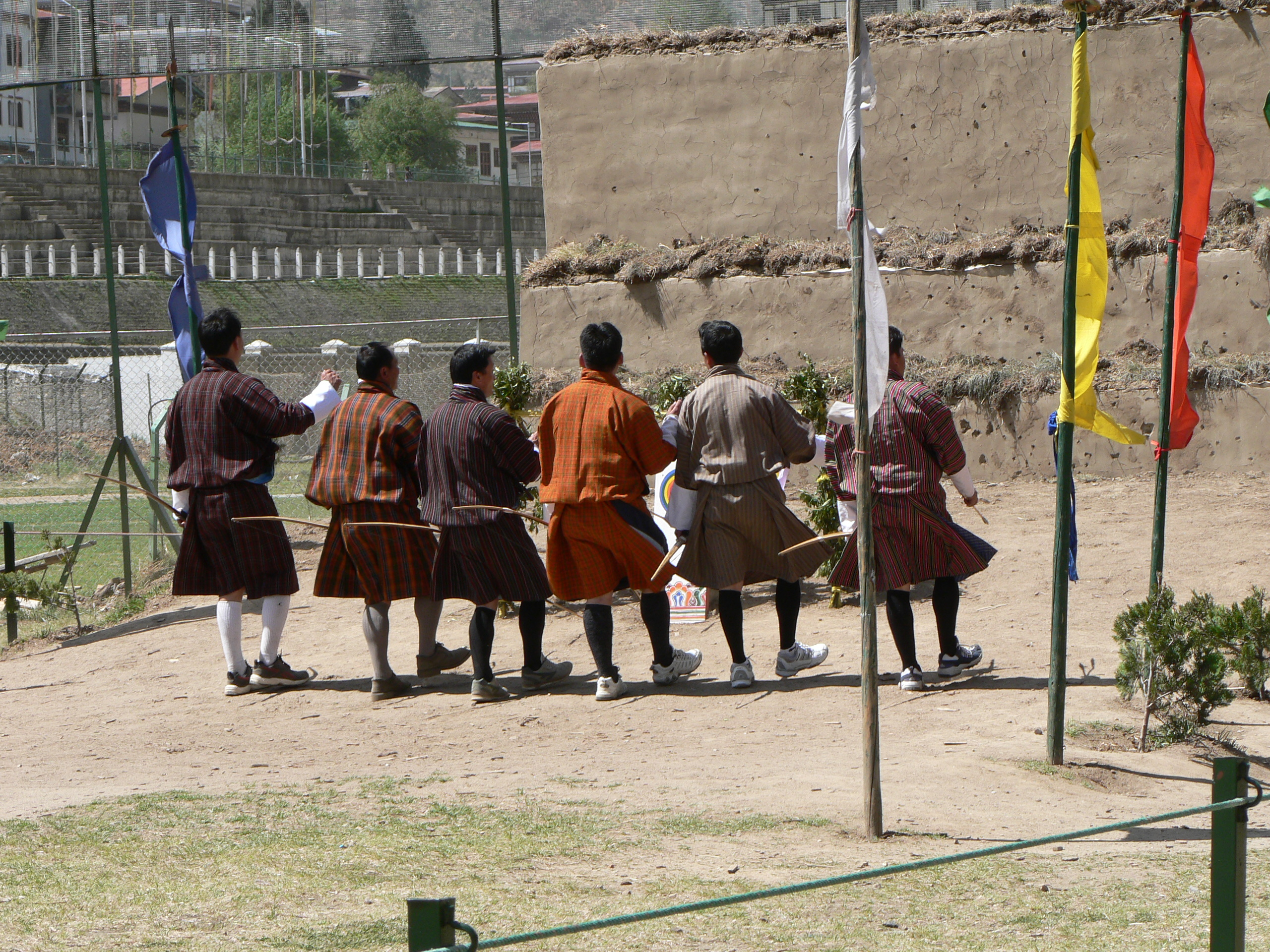
Танец лучников перед соревнованиями

Бутанская федерация по стрельбе из лука (англ. Bhutan Archery Federation) занимается сохранением и развитием стрельбы из лука, которая в 1971 году была объявлена национальным видом спорта Бутана. Федерация была основана в 1971 году, её штаб-квартира расположена в Тхимпху.
Федерация проводит национальные и международные соревнования. Организация работает на добровольных началах.
В 2004 году Бутанская федерация по стрельбе из лука была удостоена премии принца Клауса.